# Uppbyggande ord

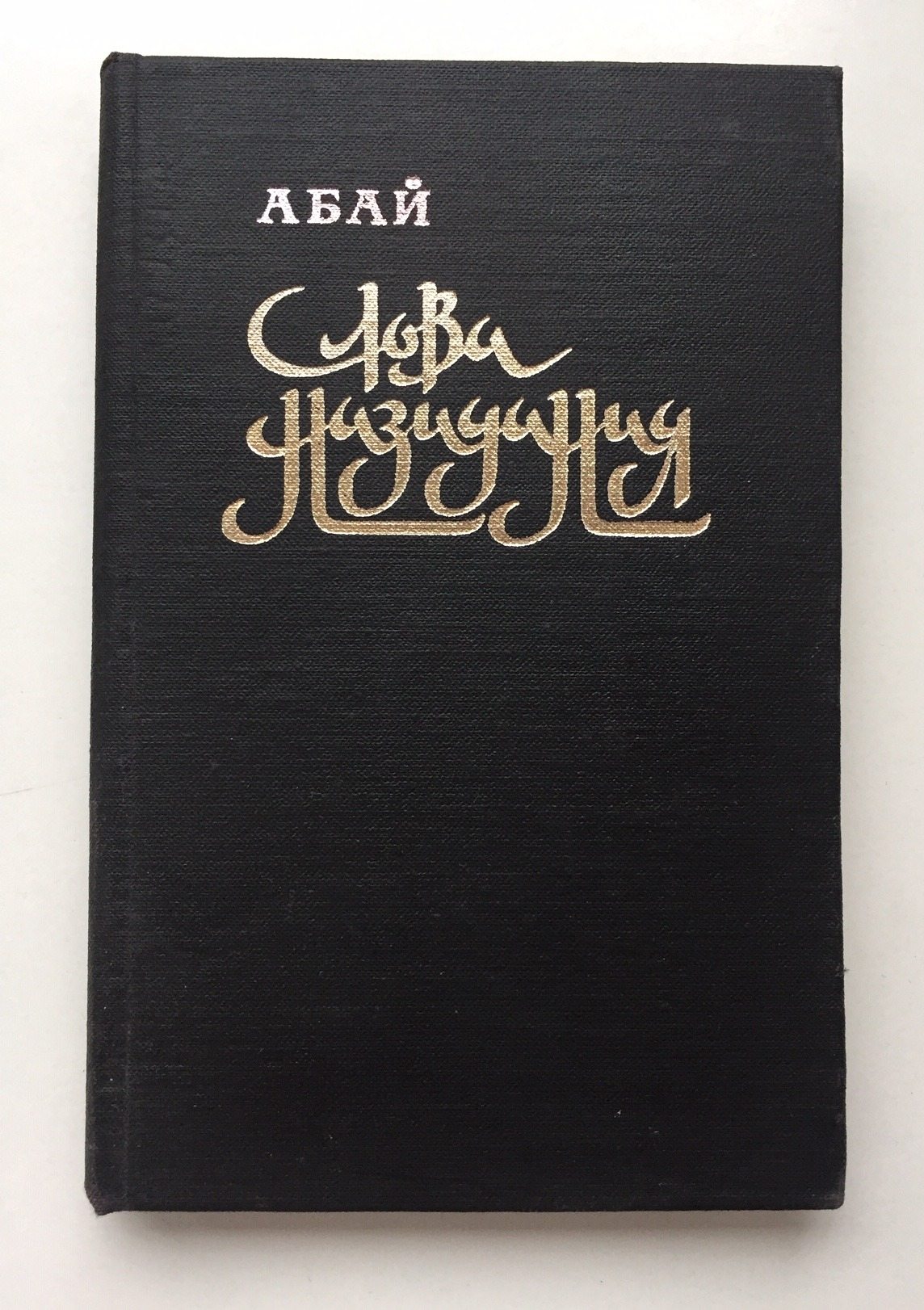

Uppbyggande ord (kazakiska: Қара сөз, bokstavligen Svart ord, prosa) är ett grundläggande verk av den kazakiska upplysaren Abaj Qunanbajuly, som består av 45 korta liknelser och filosofiska avhandlingar. I prosadiktverket lyfts problemen med nationell fostran världssyn, moral och lag samt Kazakernas histori . 
Abaj skrev Uppbyggande ord mot slutet av sitt liv, efter att ha redan ha fått smaka på maktens frestelser och upplevt livets hårda bana, efter att han fått folkets erkännande och upplevt förlusten av nära och kära. Hans "uppbyggande ord" distribuerades genom att de inkluderades i varje ny manuskriptbok. Några av de uppbyggande orden" publicerades först efter hans död 1904 i journalen "Abaj" 1918. 
Många av bokens lärorika slutsatser är relevanta än idag och beskriver klart gamla problem som folket än idag inte lyckats bli kvitt.

## Översättningar
Abajs arbete har översatts till många språk i världen, inklusive ryska, kinesiska, franska och andra. De flesta översättningar har gjorts till ryska. Redan 1945, med anledning av 100-årsjubileet för Abajs födelse, publicerade det ryska förlaget "Skönlitteratur" en samling utvalda översättningar av hans verk på ryska i översättning av Viktor Sjklovskij med titeln "Uppbyggnad". Översättningen återutgavs 1954 och 1979. Översättningarna av den kazakiska författaren Satimzjan Sanbajev under namnet Uppbyggande ord (1970) och författaren Rolan Sejsenbajev, med titeln Ordens bok (1992–1993). Dessutom finns det en ombearbetning skriven på vers på ryska gjord av archimandrit Gennadij.
1995 översattes boken till kinesiska och publicerades i Peking.  På tyska översattes "Uppbyggande ord" 2001 av Larisa Zacharova. Ursprungligen publicerades boken i Kazakstan, och 2010 beslutade man ge ut den i Tyskland. 2010 översattes Abajs bok och publicerades på Tajikiska med titeln Pandnoma. Uppbyggande ord finns översatt också till uzbekiska, tatariska, turkiska, engelska, mongoliska, , franska, lettiska och koreanska.